# Eugène Trutat

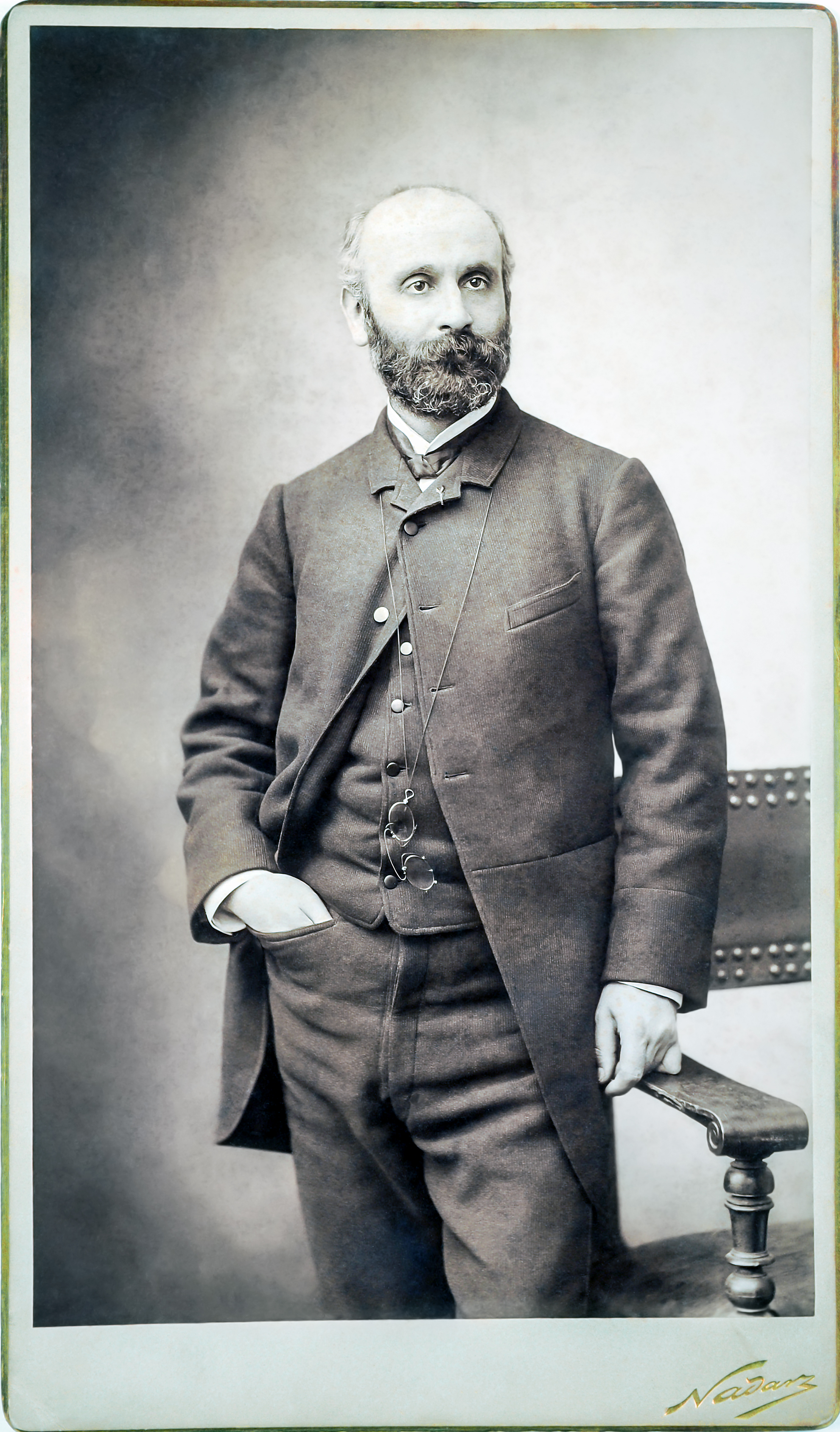
Eugène Trutat ca. 1875

Charles Louis Eugène Trutat (* 25. August 1840 in Vernon, Eure; † 6. August 1910 in Foix, Ariège) war ein französischer Fotograf, Pyrenäenbergsteiger, Geologe und Naturalist. Er war Kurator des Musée d’Histoire naturelle in Toulouse.

## Biographie
Er beteiligte sich aktiv an der Erforschung der Pyrenäen, hauptsächlich um Luchon und im Département Ariège. Ab 1859 begann er zu fotografieren und veröffentlichte regelmäßig Fachbücher über das Thema. Es sind von ihm etwa 20.000 Fotografien erhalten, darunter auch Autochrom-Farbbilder.
Trutat war Präsident der Société photographique von Toulouse und Mitglied der Kommission zur Einstufung bedeutender Bauwerke als Denkmal (Monument historique) in Toulouse.
Er führte, am Aneto und Maladeta zusammen mit Moritz Gourdon, Studien über Gletscher durch und maß ihre Zunahme.
1876 gründete er mit Charles Fabre die Sektion Pyrénées centrales des Club Alpin Français.

## Werk

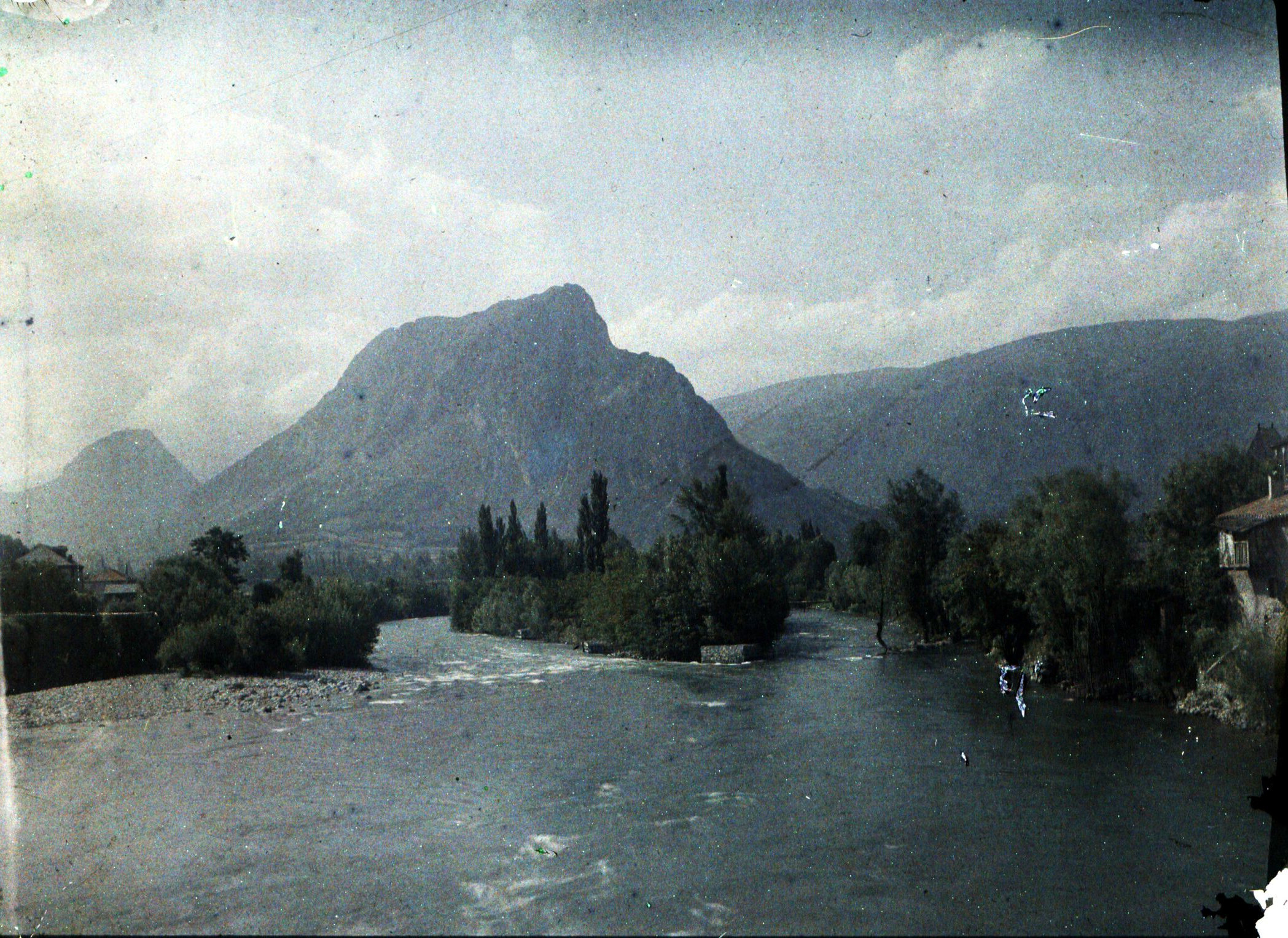
Montagne du Soudour in Tarascon

Die Bibliothèque de Toulouse bewahrt einen Fonds von 5000 Fotografien auf Glasplatten, die zwischen 1870 und 1910 in den Pyrenäen entstanden sind. Das Muséum national d’histoire naturelle besitzt 15.000 Platten, entstanden 1875 bis 1910, darunter auch Autochrome und die einzigen Fotografien der Überschwemmungen von 1875 in Toulouse.

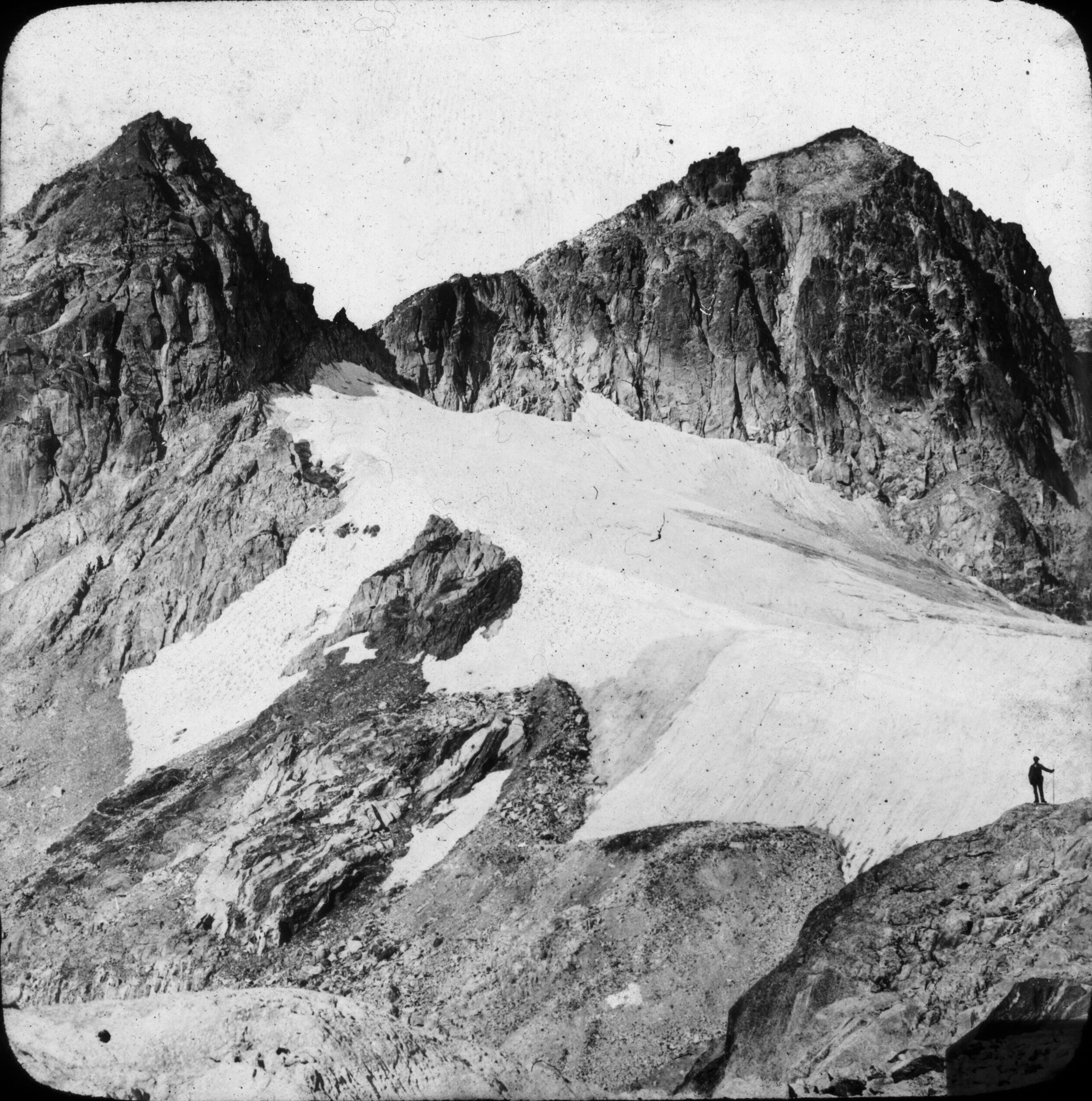
Grand glacier du Port d'Oô

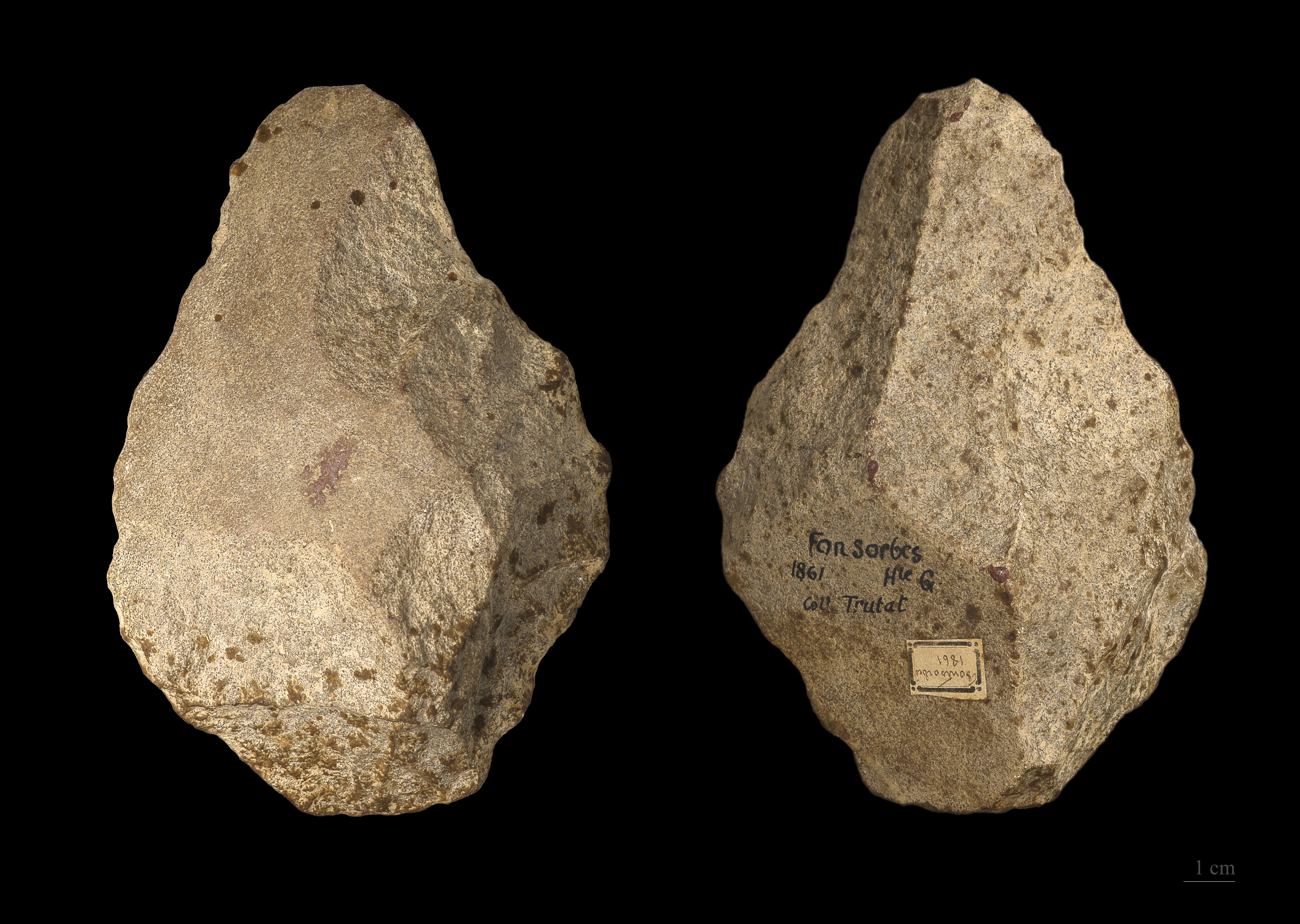
Chopper Sammlung Eugene Trutat - Muséum de Toulouse

Seine Fotografien decken ein breites Spektrum ab und bilden eine Informationsquelle für die Pyrenäen am Ende des 19. Jahrhunderts: Landschaften, Sehenswürdigkeiten, Alltag, Besteigungen und Ausflüge sowie seine Freunde unter den Pyrénéisten und die Bergführer: Maurice Gourdon, Émile Belloc, Henri Beraldi etc.
Henri Beraldi sagte über ihn:
Trutat ist der Apostel gewesen, der Schöpfer der Pyrénéistenkonferenz; ein nüchterner und eleganter Conférencier, wie ein Professor mit langer Erfahrung im Unterricht vor einem geschäftigen Publikum (im Museum von Toulouse), dennoch war er es, der am wahren Grundsatz der Lichtbildvorträge festhielt: wenig Gerede und niemals einleitende Betrachtungen, das Publikum vor Ungeduld mit den Hufen scharrend: „sofort her mit der magischen Laterne!“ Und genau das ist ein Lichtbildvortrag: es ist das Lichtbild mit so wenig Vortrag wie möglich. Es ist Kurzweil unter die Toten gekommen.

## Publikationen
- La Photographie appliquée à l’archéologie, Paris, Gauthier-Villars, 1879
- Traité élémentaire du microscope, Paris, Gauthier-Villars, 1883
- La Photographie appliquée à l’histoire naturelle, 1884
- Les Papiers photographiques par développement,
- Une excursion à Montpellier-le-Vieux (Aveyron), Toulouse, imp. Durand, 1885
- Le Midi pittoresque, la Vallée de la Garonne, Limoges, Marc Barbou et Cie, 1894
- Les Pyrénées, Paris, librairie J.-B. Baillière, 1896
- La Photographie animée, 1899